# Eurychoera
Eurychoera är ett släkte av spindlar. Eurychoera ingår i familjen vårdnätsspindlar.
Kladogram enligt Catalogue of Life:
| Eurychoera | \| \| Eurychoera banna \| \| \| \| \| \| Eurychoera quadrimaculata \| \| \| \| |
|            | \| \| Eurychoera banna \| \| \| \| \| \| Eurychoera quadrimaculata \| \| \| \| |
|            | Eurychoera banna                                                               |
|            |                                                                                |
|            | Eurychoera quadrimaculata                                                      |
|            |                                                                                |